# HD 125628
HD 125628，又名CP-57 6619，SAO 241673、HR 5371，是一颗恒星，视星等为4.92，位于銀經314.64，銀緯2.33，其B1900.0坐标为赤經14h 15m 27.1s，赤緯-58° 2.33′ 8″。